# Juan Esteban Guzmán de la Rosa
Juan Esteban Guzmán de la Rosa (Lima, 23 de junio de 1834 - Chosica, 15 de agosto de 1911) fue un abogado, magistrado y político peruano. Fue ministro de Relaciones Exteriores y Gobierno (por unos días, en octubre de 1879) y presidente de la Corte Suprema (1895-1897 y 1899-1901).

## Biografía
Hijo de Nicolás Factor Guzmán y Paula de la Rosa. El 25 de enero de 1859 se recibió de abogado ante la Corte Superior de Lima. Empezó a laborar como defensor de oficio y adjunto al relator de la Corte Suprema. Simultáneamente, fue regidor y secretario del Concejo Municipal de Lima (1861).
En 1863 inició su carrera en la magistratura como juez de primera instancia. Cuando la dictadura de Mariano Ignacio Prado hizo en 1866 un reordenamiento del Poder Judicial, fue nombrado juez de fallo en lo criminal. Pero fue cesado en 1868 al declararse nulos todos los actos de dicho gobierno, que fue derrocado por una revolución. Viajó entonces a la sierra para atender su resquebrajada salud.
A lo largo de la década de 1870 fue nombrado sucesivamente vocal interino de la Corte Superior de Junín; vocal titular de la Corte Superior de Áncash (a la que presidió en dos períodos); fiscal interino de la Corte Superior de Lima; fiscal del Tribunal Mayor de Cuentas; y fiscal titular de la Corte Superior de Lima (1878).
En plena guerra del Pacífico, al producirse el desastre naval de Angamos, el presidente  Mariano Ignacio Prado lo convocó para que integrara un renovado gabinete ministerial que estaba presidido por el general Manuel González de la Cotera. Fue nombrado ministro de Relaciones Exteriores y encargado del portafolio de Gobierno. Su colega era el doctor José Viterbo Arias, que se encargó de los despachos de Justicia y Hacienda. Iniciada las funciones de este gabinete el 17 de  octubre de 1879, duró solo unos días debido al rechazo que suscitó en los opositores del gobierno. Guzmán y Arias renunciaron el día 29, aduciendo motivos de salud. Por entonces, era difícil hallar gente competente que aceptaran ser ministros, ante la crítica situación del país.
Producida la ocupación chilena de Lima, Guzmán apoyó a sus colegas de la magistratura en su decisión de suspender la administración de la justicia, que se veía turbada por la presencia de tribunales de guerra impuestos por los invasores. Finalizada la guerra, fue elevado a la presidencia de la Corte Superior de Lima (1884).
Bajo el gobierno de  Miguel Iglesias fue nombrado vocal interino de la Corte Suprema; y en 1886, bajo el gobierno constitucional de Andrés A. Cáceres, pasó a ser vocal propietario. Y llegó a ser presidente de la más alta instancia de la justicia peruana en los periodos de 1895-1897 y 1899-1900.